# La Folie du dieu noir
La Folie du dieu noir est le troisième et dernier tome de la trilogie de La Guerre des ténèbres, série de fantasy écrite par Raymond Elias Feist.
Le livre est sorti le 22 octobre 2010 aux éditions Bragelonne.

## Résumé
Pug, Magnus, Nakor et Ralan Bek sont en mission sur Omadrabar pour empêcher le Dieu Noir des Dasatis(qui se révèle être en fait un maître de la Terreur) d'entrer dans la première dimension. Ils font une alliance avec les disciples Dasatis du Blanc. De son côté, Miranda fait tout pour éviter l'invasion de Kelewan par les Dasatis.
Kaspar et Jim rencontrent les Anoredhels, les elfes du soleil, qui veillent sur une tribu très ancienne sur Midkemia, le peuple du Quor, les Sven-ga'ri.

## Personnages
Les personnages principaux sont :
- Pug, le Sorcier Noir
- Miranda,fille de Macros le Noir
- Magnus, fils de Pug et Miranda
- Caleb, fils de Pug et Miranda
- Nakor
- Ralan Bek
- Macros le Noir, le "jardinier"
- Leso Varen (dans la peau du Tout-Puissant Wyntakata)
- Tad, Zane et Jommy, fils adoptifs de Caleb
- Jim Dasher, descendant de Jimmy les Mains Vives
- Kaspar d'Olasko
- Erik de la Lande Noire
- Valko, seigneur Dasati du Camareen.

## Sources
- Le site officiel de Raymond E. Feist
- Le site des éditions Bragelonne
- Forum Les chroniques de Krondor (inscription requise)